# 2012 ve sportu
Toto je přehled sportovních událostí konaných v roce 2012.

## Olympijské hry
V Londýně se mezi 27. červencem až 12. srpnem konaly XXX. letní olympijské hry. Na ně pak v srpnu a v září navázaly Letní paralympijské hry 2012.

## Atletika
- Halové mistrovství světa v atletice 2012
- Mistrovství světa juniorů v atletice 2012
- Diamantová liga 2012
- Mistrovství Evropy v atletice 2012
- Mistrovství České republiky v atletice 2012

## Baseball
- Major League Baseball 2012 (Amerika)
- Mistrovství Evropy v baseballu 2012 (Evropa)
- Česká baseballová extraliga 2012

## Basketbal
- Euroliga v basketbalu žen 2012/2013 (Evropa)
- Mattoni NBL 2011/2012 (Česko)

## Biatlon
- Mistrovství světa v biatlonu 2012
- Světový pohár v biatlonu 2011/2012

## Cyklistika

### Cyklokros
- Mistrovství světa v cyklokrosu 2012
- Mistrovství České republiky v cyklokrosu 2012

### Silniční cyklistika
- Giro d'Italia 2012
- Mistrovství světa v silniční cyklistice 2012
- Tour de France 2012
- Vuelta a España 2012

## Florbal
- Mistrovství světa ve florbale mužů 2012 –  Švédsko
- Mistrovství světa ve florbale žen do 19 let 2012 –  Finsko
- Pohár mistrů 2012 – Muži:  Storvreta IBK, Ženy:  IKSU
- Fortuna extraliga 2011/2012 – Tatran Omlux Střešovice
- Česká florbalová extraliga žen 2011/2012 – Herbadent SJM Praha 11

## Fotbal

### Evropa
- Mistrovství Evropy ve fotbale 2012 (EURO)
- Liga mistrů UEFA 2011/2012
- Evropská liga UEFA 2011/2012

### Česko
- Gambrinus liga 2011/2012
- 2. česká fotbalová liga 2011/2012
- Ondrášovka Cup 2011/2012
- Český Superpohár 2012

## Futsal
- Chance futsal liga 2011/2012

## Házená
- Mistrovství Evropy v házené mužů 2012
- Mistrovství Evropy v házené žen 2012

## Hokejbal
- Extraliga hokejbalu 2012/2013
- Mistrovství světa v hokejbalu seniorů 2012
- Mistrovství světa juniorů v hokejbalu 2012
- Mistrovství světa v hokejbalu U16 2012
- Mistrovství světa v hokejbalu U18 2012
- Světový pohár klubů ISBHF 2012

## Krasobruslení
- Mistrovství Evropy v krasobruslení 2012
- Mistrovství světa v krasobruslení 2012

## Lední hokej

### Svět
- Mistrovství světa v ledním hokeji 2012
- Mistrovství světa juniorů v ledním hokeji 2012
- Mistrovství světa v ledním hokeji žen do 18 let 2012

### Evropa
- Euro Hockey Tour 2011/2012
- Kontinentální hokejová liga 2011/2012 (Rusko a další)
- Elitserien 2011/2012
- Slovenská extraliga ledního hokeje 2011/2012
- Erste Bank Eishockey Liga 2011/2012

#### Česko
- Česká hokejová extraliga 2011/2012
- 1. česká hokejová liga 2011/2012

### Severní Amerika
- NHL 2011/2012

## Ledolezení
- Světový pohár v ledolezení 2012
- Mistrovství Evropy v ledolezení 2012

## Lyžování

### Alpské lyžování
- Světový pohár v alpském lyžování 2012

### Klasické lyžování
- Světový pohár v běhu na lyžích 2012
- Světový pohár v severské kombinaci 2012
- Světový pohár ve skocích na lyžích 2012
- Tour de Ski 2012

## Motoristický sport
- Formule 1 v roce 2012
- FIA WTCC Itálie 2012
- Fuchs Oil Rally Agropa 2012
- GP2 Series v roce 2012
- Mistrovství světa silničních motocyklů 2012
- Rally Bohemia 2012
- Silk Way Rally 2012
- Závod GP2 Sepang 2012

## Orientační běh
- Mistrovství světa v orientačním běhu 2012
- Mistrovství světa juniorů v orientačním běhu 2012
- Světový pohár v orientačním běhu 2012

## Plavání
- Mistrovství světa v plavání v krátkém bazénu 2012
- Mistrovství Evropy v plavání v krátkém bazénu 2012
- Mistrovství Evropy juniorů v plavání 2012

## Rafting
- Mistrovství Evropy v raftingu 2012

## Rychlobruslení

### Svět
- Mistrovství světa v rychlobruslení ve sprintu 2012
- Mistrovství světa v rychlobruslení ve víceboji 2012
- Mistrovství světa v rychlobruslení na jednotlivých tratích 2012
- Mistrovství světa v rychlobruslení juniorů 2012
- Akademické mistrovství světa v rychlobruslení 2012
- Světový pohár v rychlobruslení 2011/2012

### Kontinenty
- Mistrovství Asie v rychlobruslení 2012
- Mistrovství Evropy v rychlobruslení 2012
- Mistrovství Severní Ameriky a Oceánie v rychlobruslení 2012

## Sportovní lezení

### Svět
- Mistrovství světa ve sportovním lezení 2012
- Mistrovství světa juniorů ve sportovním lezení 2012
- Světový pohár ve sportovním lezení 2012

### Kontinenty
- Mistrovství Evropy juniorů ve sportovním lezení 2012
- Evropský pohár juniorů ve sportovním lezení 2012

### Česko
- Mistrovství České republiky v soutěžním lezení 2012

## Šachy
- Česká šachová extraliga 2012/2013

## Tenis

### Grand Slam
- Australian Open 2012
- French Open 2012
- Wimbledon 2012
- US Open 2012

### Týmové soutěže
- Davis Cup 2012 (soutěž vyhrála Česká republika)
- Fed Cup 2012 (soutěž vyhrála Česká republika)
- Hopman Cup 2012 (soutěž vyhrála Česká republika)
- Světový pohár družstev 2012 (soutěž vyhrálo Srbsko)

### Profesionální okruhy
- ATP World Tour 2012
- WTA Tour 2012

## Veslování
- Mistrovství světa ve veslování 2012

## Volejbal
- Česká volejbalová extraliga mužů 2011/2012
- Česká volejbalová extraliga žen 2011/2012

## Vzpírání
- Mistrovství Evropy ve vzpírání 2012

## Zápas
- Mistrovství Evropy v zápasu řecko-římském 2012